# Ultima privire
Ultima privire (2015) este un roman fantasy, pentru tineret al scriitoarei Adina Speteanu. Este ultimul volum al seriei Dincolo de moarte, care prezintă lupta dintre două popoare de nemorți, strigoii și vampirii. Acțiunea continuă din locul în care a fost abandonată de cartea precedentă, Îngeri de gheață, și prezintă înfruntarea finală între strigoii conduși de Natalia și vampirii aflați sub influența nefastă a lui Dragoș.

## Intriga
Dispariția lui Andrei lasă Garda într-o situație delicată, căreia membrii ei încearcă să-i facă față. Deși suferă, Natalia se străduiește să-și îndeplinească atribuțiile de lider și, mai ales, să-și protejeze familia atât de furia lui Dragoș, cât și de răzbunarea propriului popor, care află că sursa tuturor relelor o reprezintă bunica ei.
Regulile în Strygorra se schimbă sub influența lui Renard, care face tot ce îi stă în puteri pentru a submina autoritatea greu acceptată de mulți a Nataliei. Schimbările în cadrul Gărzii, despre care se spera să ajute la întărirea pozițiilor în fața vampirilor, creează adevărate breșe de securitate. Baltazar se dovedește a fi trădătorul îndelung căutat și este condamnat la distrugere. Spre surprinderea tuturor Natalia se opune pedepsei capitale, adâncind și mai mult conflictul cu propriul popor.
Din umbră, Dragoș coordonează acțiunile Lydei, iar confruntarea dintre strigoi și vampiri devine doar o chestiune de timp, în ciuda încercărilor celor dintâi de a proteja Strygorra. Sorții par a fi în favoarea vampirilor, a căror forță este superioară, dar ajutorul vine din partea foștilor Vampiri ai Întunericului, plecați într-un exil autoimpus după ce Dragoș l-a ucis pe liderul lor, luându-i locul.
Ajutat de Vero, Armand evadează și încearcă să revină la Natalia - nu ca arma în care dorea să-l transforme Dragoș, ci în fostul ei prieten și confident. Între timp, odată cu revenirea lui Andrei, relația dintre Vero și Natalia - fosta și actuala iubită - devine tensionată, chiar dacă cea dintâi înțelege că a pierdut.
Conștientă că nu-i poate veni de hac lui Dragoș decât printr-un truc, Natalia își înscenează propria moarte. Vampirii atacă Strygorra, în timp ce Natalia reușește să-l confrunte pe Dragoș cu marea iubire a vieții lui - bunica ei. Evenimentele se precipită, dar cartea pe care a mizat protagonista se dovedește câștigătoare. Natalia se dovedește a fi Aleasa, aducând echilibrul între strigoi și vampiri. Întrebarea care rămâne la final este aceea dacă relația eu cu Andrei are un viitor.

### Cuprins
| - Prolog - Începuturi - Aparențe - Întoarcerea | - Contraatac - Prizonieri - Înapoi - Regrete | - Abuz - Amândoi - Regăsirea - Epilog |

## Opinii critice
Jurnalul unei cititoare este de părere că răsturnările de situație și conjuncturile în care sunt puse personajele fac din acest volum unul care nu trebuie ratat. Mai mult, își exprimă speranța că seria nu se va încheia, totuși, aici. Gazeta SF apreciază cartea, în ciuda unor mici scăpări, afirmând că „firele importante se leagă, conflictele majore se rezolvă plauzibil, dar rămân și întrebări despre ce se va întâmpla mai departe cu unele planuri secundare, lăsându-i cititorului posibilitatea să viseze.”.